# Roques de Sant Llogari

Les Roques de Sant Llogari, respecte del terme de Castellcir

Les Roques de Sant Llogari és una ampla roca singular a cavall dels termes municipals de Castellcir, Castellterçol i Monistrol de Calders, a la comarca del Moianès.
Estan situades a l'extrem sud-oest de la Vall de Marfà, a l'oriental de Monistrol de Calders i al nord-occidental de Castellterçol. A les Roques de Sant Llogari es troba el Coll de Sant Llogari. Són al nord-oest de la Sala de Sant Llogari i de Sant Llogari de Castellet, a l'extrem nord-est de la Carena de la Baga. Són al sud-est del Trompo i al sud-oest de la Closella.

## Etimologia
Es tracta d'una plataforma de roques situades just al damunt, sud-oest, de la Sala de Sant Llogari i l'església de Sant Llogari de Castellet.